# Begunje na Gorenjskem
Begunje na Gorenjskem, ook wel Begunje pri Lescah naar de nabijgelegen plaats Lesce, en in het Duits Vigaun, is een plaats in Slovenië en maakt deel uit van de gemeente Radovljica in de NUTS-3-regio Gorenjska. De plaats telde 1.007 inwoners op 1 januari 2020. De plaats ligt onderaan de berg Begunjščica (2060 m) die deel uitmaakt van de Karawanken. Hier bevinden zich de skifabriek van Elan en het Muzej Talcev (Gijzelaarsmuseum) over de partizanenstrijd en de Duitse represailles tijdens de Tweede Wereldoorlog. In 1941-1945 maakte dit deel van Slovenië deel uit van nazi-Duitsland en de gevangenis van Begunje was een "filiaal" van het concentratiekamp Mauthausen. Vele gevangenen verrichtten er dwangarbeid aan de spoortunnel bij de Loiblpas.

## Geboren
- Slavko Avsenik (1929–2015), Sloveens muzikant en leider van het Ansabl Avsenik